# Longepierre
Longepierre és un municipi francès, situat al departament de Saona i Loira i a la regió de Borgonya - Franc Comtat. L'any 2007 tenia 174 habitants.

## Demografia

### Població
El 2007 la població de fet de Longepierre era de 174 persones. Hi havia 72 famílies, de les quals 20 eren unipersonals (4 homes vivint sols i 16 dones vivint soles), 28 parelles sense fills, 16 parelles amb fills i 8 famílies monoparentals amb fills.
La població ha evolucionat segons el següent gràfic:
Habitants censats

### Habitatges
El 2007 hi havia 125 habitatges, 77 eren l'habitatge principal de la família, 28 eren segones residències i 19 estaven desocupats. Tots els 125 habitatges eren cases. Dels 77 habitatges principals, 74 estaven ocupats pels seus propietaris i 3 estaven llogats i ocupats pels llogaters; 6 tenien dues cambres, 18 en tenien tres, 22 en tenien quatre i 30 en tenien cinc o més. 74 habitatges disposaven pel capbaix d'una plaça de pàrquing. A 42 habitatges hi havia un automòbil i a 25 n'hi havia dos o més.

### Piràmide de població
La piràmide de població per edats i sexe el 2009 era:
| Homes | Edats   | Dones |
| ----- | ------- | ----- |
| 0     | 95 o +  | 0     |
| 0     | 90 a 94 | 0     |
| 0     | 85 a 89 | 8     |
| 0     | 80 a 84 | 4     |
| 16    | 75 a 79 | 8     |
| 8     | 70 a 74 | 8     |
| 0     | 65 a 69 | 4     |
| 0     | 60 a 64 | 12    |
| 0     | 55 a 59 | 0     |
| 12    | 50 a 54 | 4     |
| 4     | 45 a 49 | 8     |
| 0     | 40 a 44 | 0     |
| 12    | 35 a 39 | 0     |
| 0     | 30 a 34 | 4     |
| 4     | 25 a 29 | 4     |
| 0     | 20 a 24 | 4     |
| 0     | 15 a 19 | 4     |
| 0     | 10 a 14 | 4     |
| 0     | 5 a 9   | 0     |
| 8     | 0 a 4   | 0     |

## Economia
El 2007 la població en edat de treballar era de 94 persones, 61 eren actives i 33 eren inactives. De les 61 persones actives 55 estaven ocupades (35 homes i 20 dones) i 6 estaven aturades (2 homes i 4 dones). De les 33 persones inactives 14 estaven jubilades, 5 estaven estudiant i 14 estaven classificades com a «altres inactius».

### Ingressos
El 2009 a Longepierre hi havia 85 unitats fiscals que integraven 182 persones, la mediana anual d'ingressos fiscals per persona era de 14.903 €.

### Activitats econòmiques
L'any 2000 a Longepierre hi havia 22 explotacions agrícoles que ocupaven un total de 1.170 hectàrees.

## Poblacions més properes
El següent diagrama mostra les poblacions més properes.